# Molly Long-legs avec son jockey
Molly Long-legs avec son jockey (anglais : Molly Long Legs with a jockey) est une peinture à l'huile sur toile du peintre anglais George Stubbs, créée vers 1762 et conservée à la Walker Art Gallery des National Museums Liverpool. 
Il s'agit du portrait d'une jument Pur-sang de robe baie, que tient son jockey.

## Réalisation
Le tableau est créé vers 1762 ; il est en effet exposé pour la première fois cette année-là. Il fait partie de la série de tableaux que Lord Bolingbroke (du Wiltshire) commande à Gorge Stubbs entre 1760 et 1765.
C'est donc une commande du 2e vicomte Bolingbroke, qui a acheté la pouliche nommée Molly Long Legs (Molly longues jambes) en 1761. Cette dernière est née en 1753.

## Description
C'est le portrait d'un cheval de couleur baie, tenu par un homme qui est son jockey. Les couleurs des habits du jockey, le bleu ciel et le noir, sont identifiées aux couleurs de Bolingbroke. La queue de la jument est coupée et ses oreilles sont taillées, ce qui l'identifie aussi comme la propriété de Bolingbroke.

Détails du tableau
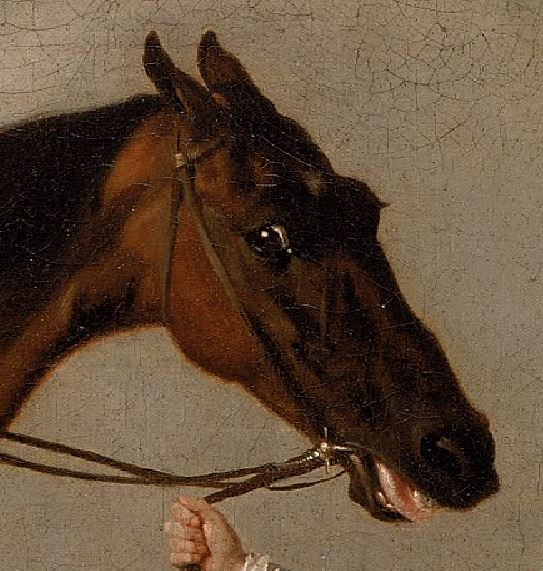
Tête de la jument
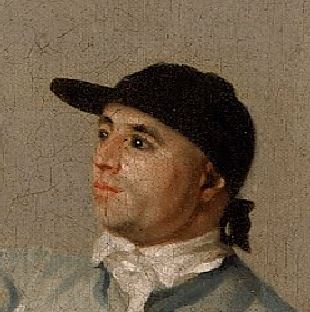
Tête du jockey
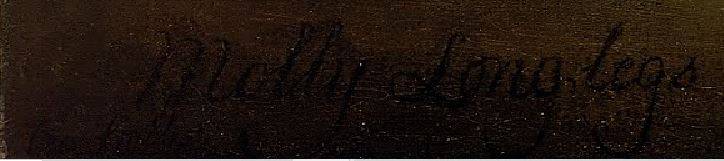
Titre et signature du tableau

Le tableau mesure 101 × 126,8 cm, c'est une peinture à l'huile sur toile. Il est signé en bas et à gauche, sous la forme Geo: Stubbs [Pinxit], surmontée d'une inscription du nom Molly Long Legs à la peinture noire,.

## Historique
Le parcours du tableau est inconnu avant son entrée en possession de sir Walter Gilbey, en 1885.